# Bärenbrüder 2
Bärenbrüder 2 (engl. Brother Bear 2) aus dem Jahr 2006 ist die Fortsetzung des Films Bärenbrüder und zugleich die 41. Direct-to-DVD-Produktion der Walt Disney Studios. Regie führte Ben Gluck. 

## Inhalt
Nach ihrem Winterschlaf wundern sich Kenai und Koda über die Frühlingslaune der anderen Waldbewohner. Auch die Elche Benny und Björn haben sich in zwei Elchdamen verliebt. Während sie vergeblich versuchen, ihnen zu gefallen, und dabei von Kenai Tipps wollen, begegnet dieser Nita, seiner besten Freundin aus Kindertagen. Sie wollte einen Jungen aus ihrem Dorf heiraten und hat dabei ein Zeichen von den Geistern bekommen, dass diese Hochzeit nicht stattfinden kann, solange Nitas Herz noch an jemand anderes gebunden ist. Nita muss nun zur Tag-und-Nacht-Gleiche in Kenais Begleitung ein hölzernes Amulett an den Wasserfällen verbrennen, das er ihr einst dort geschenkt hatte. Die Schamanin lieh ihr die Sprache der Tiere, um Kenai zu finden und mit ihm sprechen zu können. Nach anfänglicher Weigerung kommt Kenai schließlich mit ihr. Doch bald tauchen Schwierigkeiten auf, erst verliert Nita aus Angst vor dem Wasser ihre Tasche, die den Wasserfall hinuntertreibt, dann wird das Amulett von einem Waschbären gestohlen. Während sie sich zu den Wasserfällen durchschlagen, merken Nita und Kenai, wie gut sie sich auch jetzt noch verstehen. Koda fühlt sich ins Abseits gedrängt. Schließlich läuft er verzweifelt davon, in dem Glauben, Kenai wolle zu den Menschen zurückgehen. Kenai und Nita suchen ihn und sprechen sich mit ihm aus. Kenai verspricht, seinen Bruder niemals zu verlassen. An den Wasserfällen angekommen, verbrennt Nita das Amulett und verliert daraufhin auch ihre Fähigkeit, mit Tieren sprechen zu können. Tieftraurig geht sie heim. Auch Kenai ist unglücklich. Koda merkt das und versucht, mit dem Geist seiner Mutter zu sprechen. Er bittet sie, Kenai in einen Menschen zu verwandeln, damit er wieder glücklich wird. Dann geht er los zum Dorf, um Nita zu suchen. Diese hat inzwischen erkannt, dass sie Kenai liebt und sagt die Hochzeit ab. Kenai gerät in Panik, als er von den Elchen erfährt, dass Koda zum Dorf gegangen ist: Die Jäger würden ihn sofort töten. In der Tat wird Koda verfolgt. Nita versucht vergeblich, ihm zu helfen, erst mit Kenais Auftauchen wird er gerettet. Aber Nitas Verlobter jagt nun Kenai und treibt ihn über den Rand einer Klippe. Nita geht zu ihm und gibt ihm zu verstehen, dass sie ihn liebt. Da er aber seinen Bruder nicht allein lassen will, beschließt Nita, den Zauber umgekehrt durchzuführen: Statt Kenais Verwandlung in einen Menschen wird nun Nita ein Bär. Sie bekommt den Segen ihres Vaters und zieht mit den Bärenbrüdern in den Wald. Auch die beiden Elche hatten inzwischen Glück bei ihren Verehrten.

## Synchronisation
| Rolle    | Originalsprecher      | Deutscher Sprecher |
| -------- | --------------------- | ------------------ |
| Kenai    | Patrick Dempsey       | Daniel Brühl       |
| Nita     | Mandy Moore           | Ranja Bonalana     |
| Koda     | Jeremy Suarez         | Johann Hillmann    |
| Benny    | Rick Moranis          | Stefan Gossler     |
| Björn    | Dave Thomas           | Thomas Danneberg   |
| Anda     | Andrea Martin         | Nana Spier         |
| Kata     | Catherine O’Hara      | Almut Zydra        |
| Innoko   | Wanda Sykes           | Barbara Ratthey    |
| Tug      | Michael Clarke Duncan | Ben Hecker         |
| Bering   | Jim Cummings          | Lutz Schnell       |
| Chilkoot | Jim Cummings          | Roland Hemmo       |

## Lieder
- Wunderbarer Tag, Intro und Outro des Films
- Ich fühle mich zu Haus, beschreibt die neue Beziehung zwischen Kenai und Nita
- Ich werde es sein, beschreibt das Auseinandergehen von Kenai und Nita

Gesungen wurden die Lieder in der deutschen Version von Tina Hänsch und Hendrik Bruch.